# Barend Biesheuvel

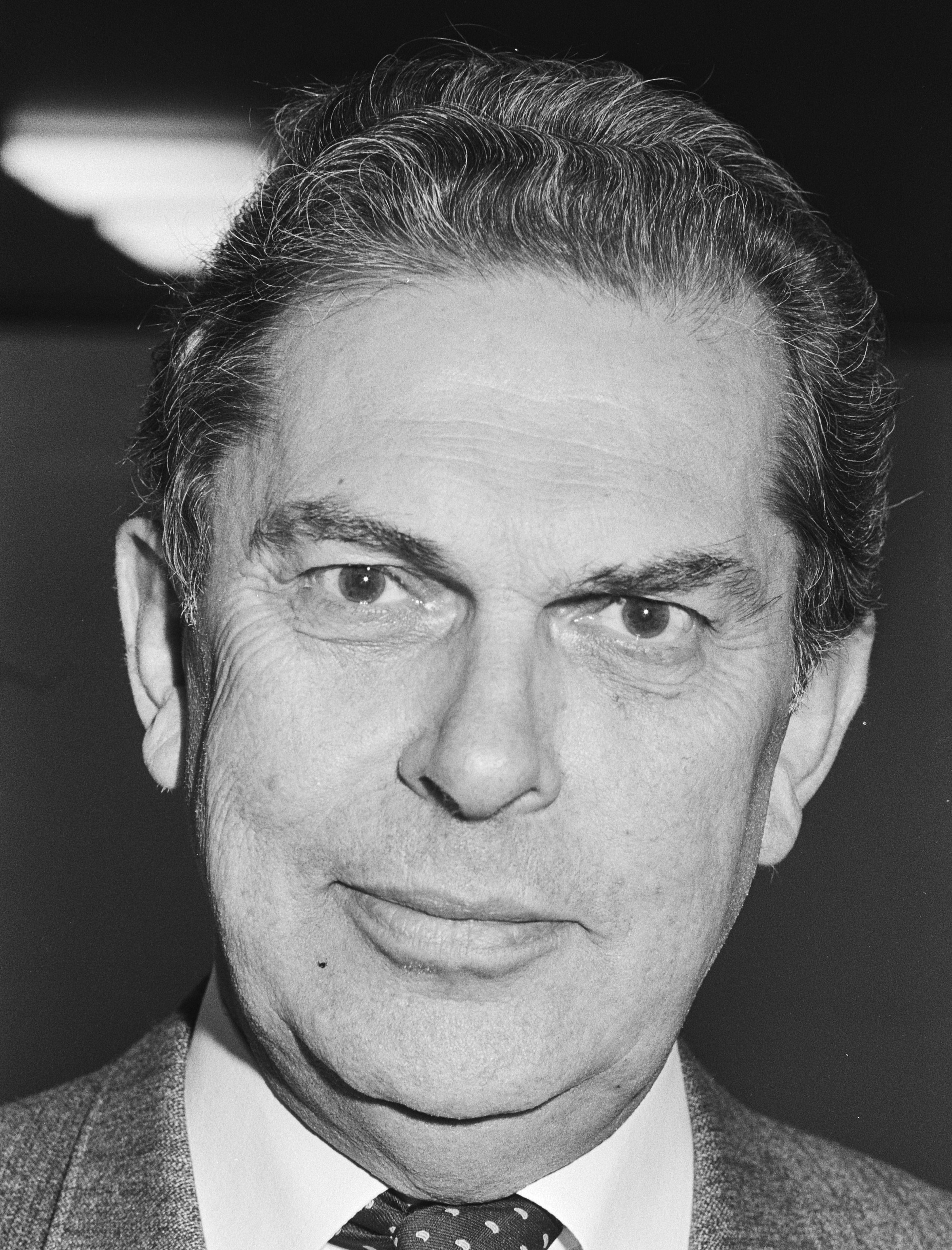
Barend Biesheuvel (1982)

Barend Willem Biesheuvel (* 5. April 1920 in Haarlemmerliede; † 29. April 2001 in Haarlem) war ein niederländischer Politiker der konservativen Anti-Revolutionaire Partij (ARP) beziehungsweise des Christen-Democratisch Appèl (CDA), in dem die ARP 1980 aufgegangen war. Der Jurist, der 1956–1963 sowie 1967–1973 in der Zweiten Kammer der Generalstaaten ein Mandat innehatte, war von 1963 bis 1967 niederländischer Landwirtschafts- und Fischereiminister sowie Minister für Suriname und die Niederländischen Antillen. Von 1963 bis 1973 war er der politische Leiter (partijleider) der ARP und von 1971 bis 1973 niederländischer Ministerpräsident. Der fast 2 Meter große Politiker wurde ob seines guten Aussehens zuweilen der „schöne Barend“ (niederländisch Mooie Barend) genannt.

## Biografie

### Ausbildung und Anfänge als Politiker
Barend Biesheuvel wurde 1920 in Haarlemmerliede als viertes von fünf Kindern des wohlhabenden Landwirts Arie Biesheuvel geboren. Die Familie gehörte der gereformeerde (streng calvinistischen) Kirche an und engagierte sich in Organisationen der protestantischen „Säule“. Der Vater war Mitglied der ARP und saß für diese im Gemeinderat von Haarlemmerliede. Nach Besuch des christlichen Lyceums in Haarlem und dem altsprachlichen Abitur im Jahr 1940 begann Biesheuvel ein Studium der Rechtswissenschaften an der Vrije Universiteit Amsterdam und arbeitete gleichzeitig auf dem elterlichen Bauernhof mit. Zur Zeit der politischen Krise in den Niederlanden der 1930er-Jahre wurde Ministerpräsident Hendrikus Colijn zu seinem Vorbild. Nach dem Ende des Zweiten Weltkriegs legte Biesheuvel das Staatsexamen im September 1945 ab. Zwei Monate später heiratete er seine frühere Schulfreundin, die Apothekenhelferin Mies Meuring. Aus der Ehe gingen zwei Töchter und ein Sohn hervor.
Vermittelt durch seinen Vater erhielt Biesheuvel nach seiner Ausbildung zunächst einen Posten als Sekretär von Johan de Veer, dem Lebensmittelkommissar für die Provinz Noord-Holland. Nach diversen weiteren, meist kurzzeitigen Engagements, darunter beim Christlichen Bauern- und Züchterverband (CBTB), zog er im Anschluss an die Parlamentswahl von 1956 für die ARP in die Zweite Kammer der Generalstaaten ein. Als Experte für Landwirtschafts- und Europäische Angelegenheiten wurde er Mitglied der Beratenden Versammlung des Europarates. 1957 lehnte er den Posten eines Staatssekretärs für Verkehr und Wasserwirtschaft ab und übernahm stattdessen den Posten des Vorsitzenden des CBTB. 1959 erhielt er einen Sitz im Aufsichtsrat sowohl der Centrale Coöperatieve Raiffeisenbank, der heutigen Rabobank, als auch von Heidemij, dem heutigen Arcadis. Zusätzlich zu seinem Mandat in der Zweiten Kammer gehörte er ab 1961 als niederländischer Vertreter dem damals noch indirekt gewählten Europäischen Parlament an. Des Weiteren wurde er Vorsitzender der International Federation of Agricultural Producers.

### Zeit als Minister
Bei der Parlamentswahl 1963 (wie auch allen darauffolgenden Wahlen bis 1972) war Biesheuvel der Spitzenkandidat (lijsttrekker) seiner Partei. Anschließend wurde die ARP Teil der christlich-liberalen Koalitionsregierung unter Ministerpräsident Victor Marijnen. Im Kabinett Marijnen erhielt Biesheuvel sowohl den Posten des Ministers für Landwirtschaft und Fischerei als auch den des stellvertretenden Ministerpräsidenten. In letzterer Funktion war er mit der Betreuung von Königreichsangelegenheiten, d. h. den autonomen Überseegebieten Suriname und Niederländische Antillen, befasst. Als Minister war er an den schwierigen Verhandlungen mit den anderen Ländern der Europäischen Wirtschaftsgemeinschaft über den Aufbau einer gemeinsamen Agrarpolitik beteiligt. Nach dem Auseinanderbrechen der Regierung Marijnens im Jahr 1965 behielt Biesheuvel seine Ämter als Teil des neu gebildeten christlich-sozialdemokratischen Kabinetts von Ministerpräsident Jo Cals für weitere eineinhalb Jahre, bis dieses im Oktober 1966 ebenfalls scheiterte. Auch in der nun folgenden Übergangsregierung unter Jelle Zijlstra war er als Minister und Vize-Ministerpräsident vertreten. Vor allem durch dieses Festhalten an seinen Ämtern über mehrere Regierungskoalitionen hinweg, erwarb sich Biesheuvel den Ruf eines politischen Opportunisten, was ihm fortan wiederholt von der jeweiligen Opposition vorgeworfen wurde.

### Ministerpräsidentschaft
Im Anschluss an die für die ARP erfolgreich verlaufenen Parlamentswahlen von 1967 wurde Biesheuvel zunächst als designierter Ministerpräsident gehandelt und mit der Regierungsbildung betraut, scheiterte jedoch an den Koalitionsverhandlungen und musste schließlich dem KVP-Politiker Piet de Jong den Vortritt lassen. Stattdessen übernahm er bis zu den nächsten Parlamentswahlen den Fraktionsvorsitz der ARP in der Zweiten Kammer, in die er erneut gewählt worden war. Im Parlament übernahm er unter anderem den Vorsitz der nach ihm benannten „Biesheuvel-Kommission“, die sich mit der Frage befasste, wie man die Regierungsarbeit für die niederländischen Bürger transparenter gestalten könne.

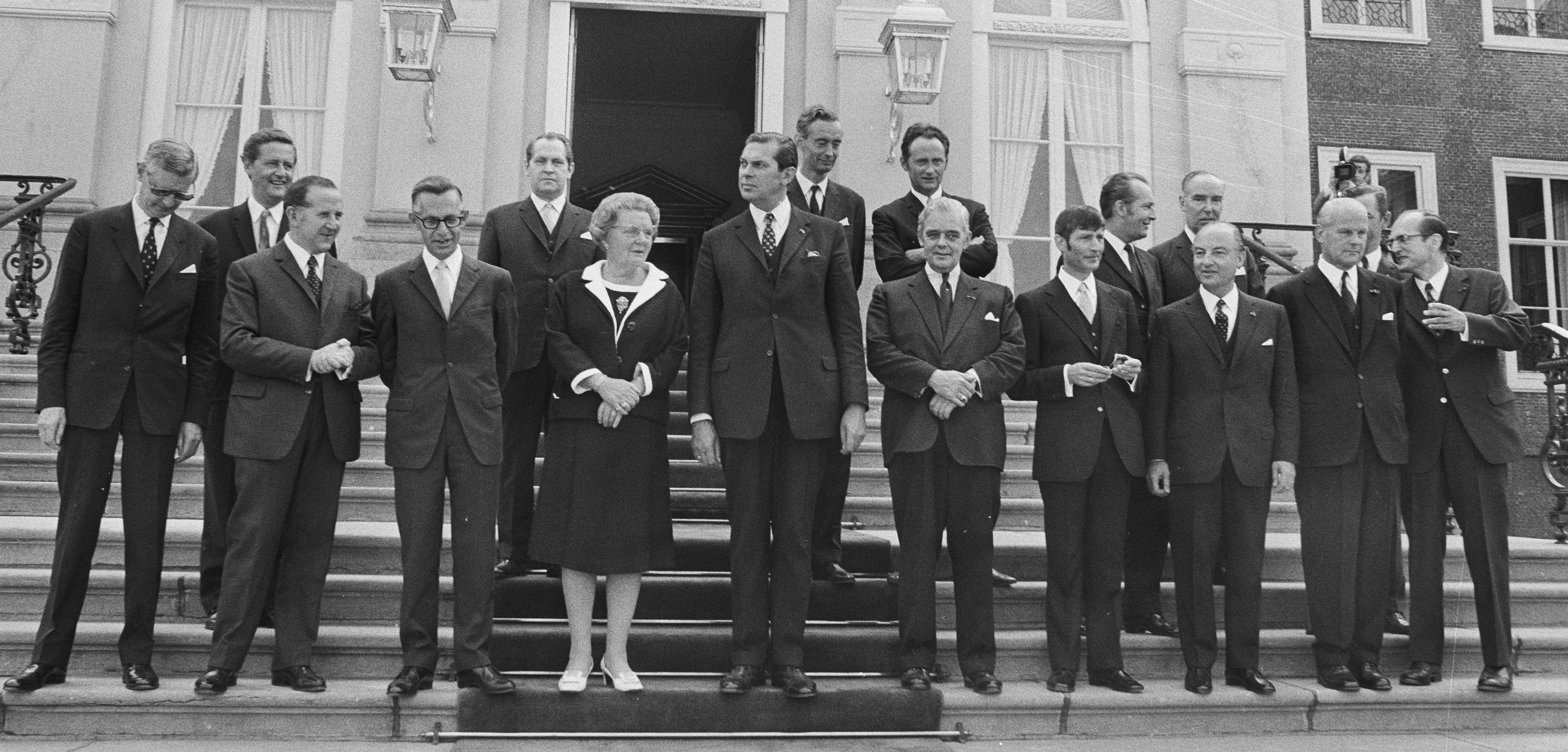
Das Kabinett Biesheuvel I während der Vereidigung am 6. Juli 1971 vor dem Schloss Huis ten Bosch. Barend Biesheuvel im Zentrum neben Königin Juliana.

Trotz Verlusten für die ARP bei der Parlamentswahl 1971 erhielt Biesheuvel eine weitere Chance, eine Regierungskoalition zu bilden, was diesmal erfolgreicher verlief. Zwischen dem 6. Juli 1971 und dem 11. Mai 1973 führte er als Ministerpräsident zwei kurzlebige Kabinette: Biesheuvel I und II. Die Regierungskoalition bestand aus den drei christlich-konfessionellen Parteien (KVP, ARP und CHU), der rechtsliberalen VVD und zunächst auch der sozialdemokratischen Partei DS'70, einer mehr zur Mitte tendierenden Abspaltung von der PvdA. Nach diversen Streitigkeiten der beteiligten Parteien über Themen wie die Lohnpolitik und die Bekämpfung der Inflation und ohne größere Gesetzesvorhaben auf den Weg gebracht zu haben, brachten schließlich Uneinigkeiten über notwendige Budgetkürzungen Biesheuvels Regierung zu Fall. Am 20. Juli 1972 traten die Minister der DS'70 von ihren Posten zurück, ein Vermittlungsversuch der niederländischen Königin Juliana scheiterte. Biesheuvel war nun gezwungen, eine Minderheitsregierung zu bilden und vorgezogene Neuwahlen abzuhalten. 
Die Wahl im November 1972 brachte einen leichten Stimmenzuwachs für die ARP, die gemeinsam mit ihren bisherigen Koalitionspartnern eine knappe Mehrheit im Parlament halten konnte. Biesheuvel hoffte daher zunächst, das Amt des Ministerpräsidenten weiter ausüben zu können. Auf Grund von Abweichlern aus seiner eigenen Partei konnte er dies jedoch nicht verwirklichen, sondern wurde schließlich von PvdA-Mann Joop den Uyl beerbt, der eine Mitte-links-Regierung bildete. Dieser gehörten auch Minister von Biesheuvels ARP sowie der katholischen KVP an, obwohl diese Parteien offiziell nicht Teil der Koalitionsvereinbarung waren. Im Nachgang dieser politischen Niederlage verlor er am 7. März 1973 auch den Fraktionsvorsitz der ARP an Willem Aantjes, woraufhin er sich für mehrere Jahre aus der Politik zurückzog. Hintergrund war ein länger schwelender Flügelkampf innerhalb der ARP zwischen Pragmatikern wie Biesheuvel und „evangelischen Radikalen“ wie Aantjes. Mit den Ministern Wilhelm Friedrich de Gaay Fortman und Jaap Boersma, die er als Verräter ansah, brach er den Kontakt ab, auch mit Aantjes sprach er jahrelang nicht mehr.
Nachdem Biesheuvel verschiedene Beratertätigkeiten in der Wirtschaft – unter anderem für Unilever und KLM – wahrgenommen hatte, kehrte er Ende der 1970er-Jahre noch einmal in die Politik zurück. Unter anderem beriet er den Europäischen Rat in Wirtschaftsfragen und stand einer Kommission vor, die die niederländische Regierung bezüglich der Beziehungen zu Aruba beriet. Barend Biesheuvel verstarb schließlich 2001 im Alter von 81 Jahren im nordholländischen Haarlem.

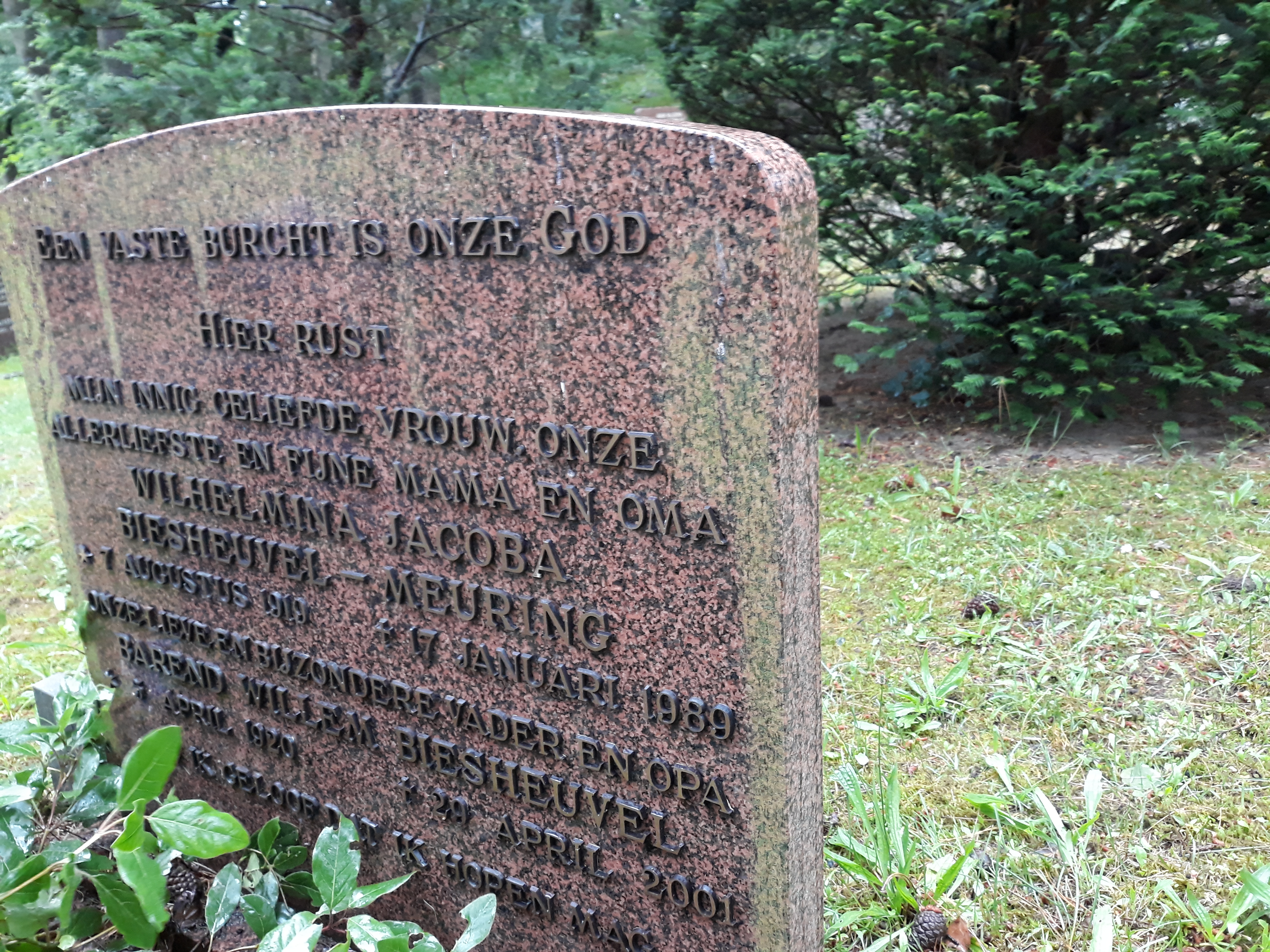
Das Grab von Barend Biesheuvel und seiner Ehefrau Wilhelmina Jacoba („Miep“) auf dem Friedhof in Bloemendaal.